# NGC 6283
NGC 6283 ist eine 12,9 mag helle Spiralgalaxie vom Hubble-Typ S? im Sternbild Herkules. Sie ist schätzungsweise 57 Millionen Lichtjahre von der Milchstraße entfernt.
Sie wurde am 13. April 1788 von Wilhelm Herschel mit einem 18,7-Zoll-Spiegelteleskop entdeckt, der sie dabei mit „vF, cS, iR“ beschrieb.